# Navacelles
Pour les articles homonymes, voir Navacelles (homonymie).
Navacelles est une commune française située dans le nord du département du Gard en région Occitanie. Elle ne doit pas être confondue avec un hameau de la commune héraultaise de Saint-Maurice-Navacelles, célèbre pour le cirque de Navacelles.
Exposée à un climat méditerranéen, elle est drainée par l'Alauzène, l'Aubarou, Valat de Séguissous et par un autre cours d'eau. La commune possède un patrimoine naturel remarquable : un site Natura 2000 (les « garrigues de Lussan ») et deux zones naturelles d'intérêt écologique, faunistique et floristique.
Navacelles est une commune rurale qui compte 307 habitants en 2022. Elle fait partie de l'aire d'attraction d'Alès. Ses habitants sont appelés les Navacellois ou  Navacelloises.
Le patrimoine architectural de la commune comprend un immeuble protégé au titre des monuments historiques : le château, église Saint-Nazaire et presbytère de Navacelles, inscrits  en 1978.

## Géographie
|           | Allègre-les-Fumades |         |
| Servas    | Navacelles          | Bouquet |
| Les Plans | Brouzet-lès-Alès    |         |

### Localisation
La commune est située à 13 km à l'est d'Alès, l'altitude moyenne est de 175 mètres.

### Climat
Pour des articles plus généraux, voir Climat de l'Occitanie et Climat du Gard.
En 2010, le climat de la commune est de type climat méditerranéen franc, selon une étude s'appuyant sur une série de données couvrant la période 1971-2000. En 2020, Météo-France publie une typologie des climats de la France métropolitaine dans laquelle la commune est exposée à un climat méditerranéen et est dans la région climatique Provence, Languedoc-Roussillon, caractérisée par une pluviométrie faible en été, un très bon ensoleillement (2 600 h/an), un été chaud (21,5 °C), un air très sec en été, sec en toutes saisons, des vents forts (fréquence de 40 à 50 % de vents > 5 m/s) et peu de brouillards.
Pour la période 1971-2000, la température annuelle moyenne est de 12,8 °C, avec une amplitude thermique annuelle de 17,4 °C. Le cumul annuel moyen de précipitations est de 1 052 mm, avec 7 jours de précipitations en janvier et 3,7 jours en juillet. Pour la période 1991-2020, la température moyenne annuelle observée sur la station météorologique la plus proche, située sur la commune de Brouzet-lès-Alès à 3 km à vol d'oiseau, est de 13,5 °C et le cumul annuel moyen de précipitations est de 923,9 mm,. Pour l'avenir, les paramètres climatiques de la commune estimés pour 2050 selon différents scénarios d’émission de gaz à effet de serre sont consultables sur un site dédié publié par Météo-France en novembre 2022.

### Milieux naturels et biodiversité

#### Réseau Natura 2000

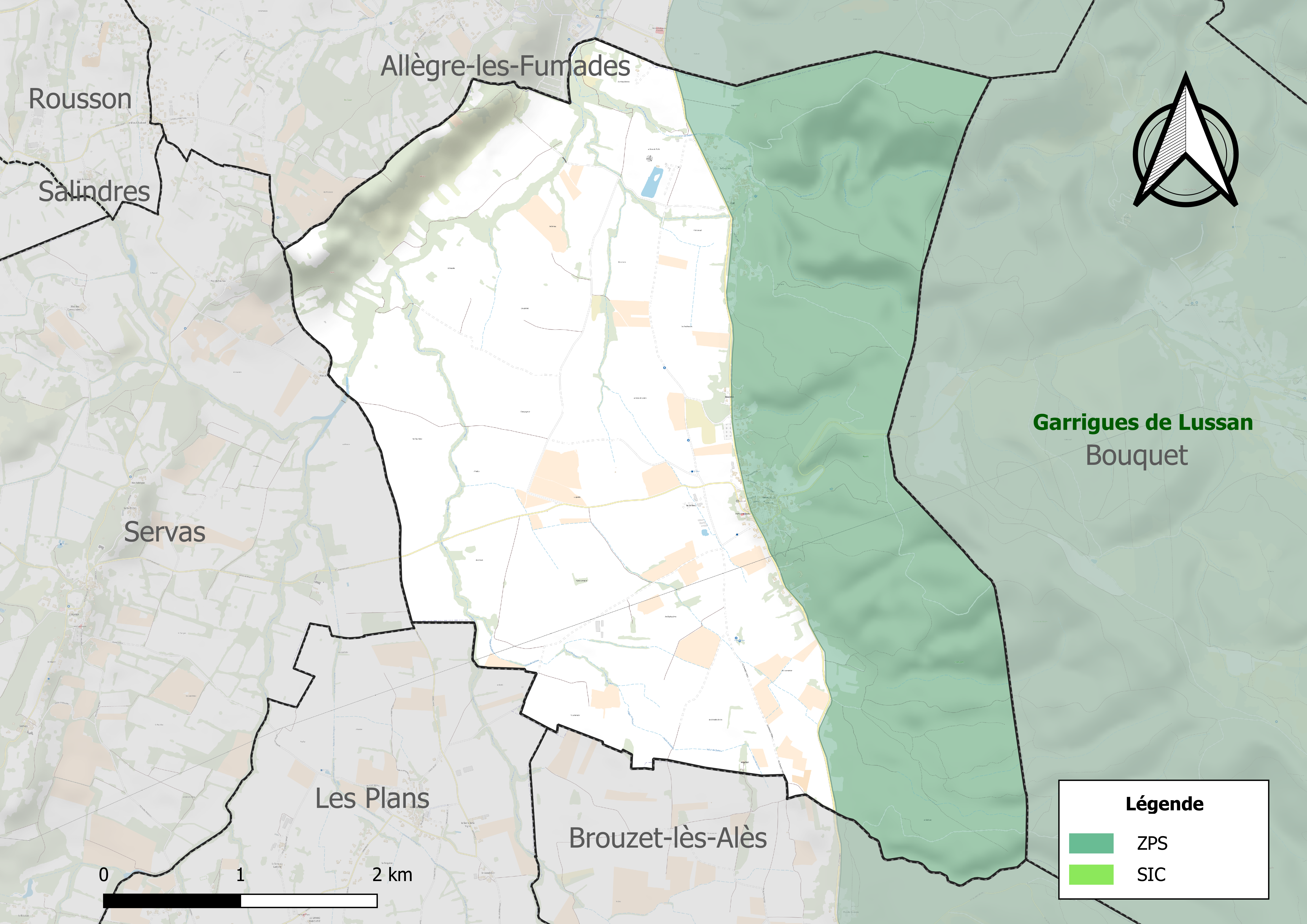
Sites Natura 2000 sur le territoire communal.

Le réseau Natura 2000 est un réseau écologique européen de sites naturels d'intérêt écologique élaboré à partir des directives habitats et oiseaux, constitué de zones spéciales de conservation (ZSC) et de zones de protection spéciale (ZPS).
Un site Natura 2000 a été défini sur la commune au titre  de la directive oiseaux : les « garrigues de Lussan », d'une superficie de 29 150 ha. Ce site abritait en 1999 un site de nidfication d'un couple de vautour percnoptère. Ce site constitue  un lien essentiel dans la petite population méditerranéenne résiduelle du Sud-Est de la France (comprenant une vingtaine de couples seulement), situé entre les noyaux d'Ardèche et Drôme-Isère, au nord, des gorges du Gardon, au sud, du Lubéron et des Alpilles, à l'est, du haut montpelliérais et des Gorges Tarn-Jonte.

#### Zones naturelles d'intérêt écologique, faunistique et floristique
L’inventaire des zones naturelles d'intérêt écologique, faunistique et floristique (ZNIEFF) a pour objectif de réaliser une couverture des zones les plus intéressantes sur le plan écologique, essentiellement dans la perspective d’améliorer la connaissance du patrimoine naturel national et de fournir aux différents décideurs un outil d’aide à la prise en compte de l’environnement dans l’aménagement du territoire.
Une ZNIEFF de type 1 est recensée sur la commune :
les « rochers de St-Peyre et d'Aiguières » (171 ha), couvrant 3 communes du département et une ZNIEFF de type 2, : 
le « plateau de Lussan et Massifs Boisés » (37 159 ha), couvrant 40 communes du département.

Carte des ZNIEFF de type 1 et 2 à Navacelles.
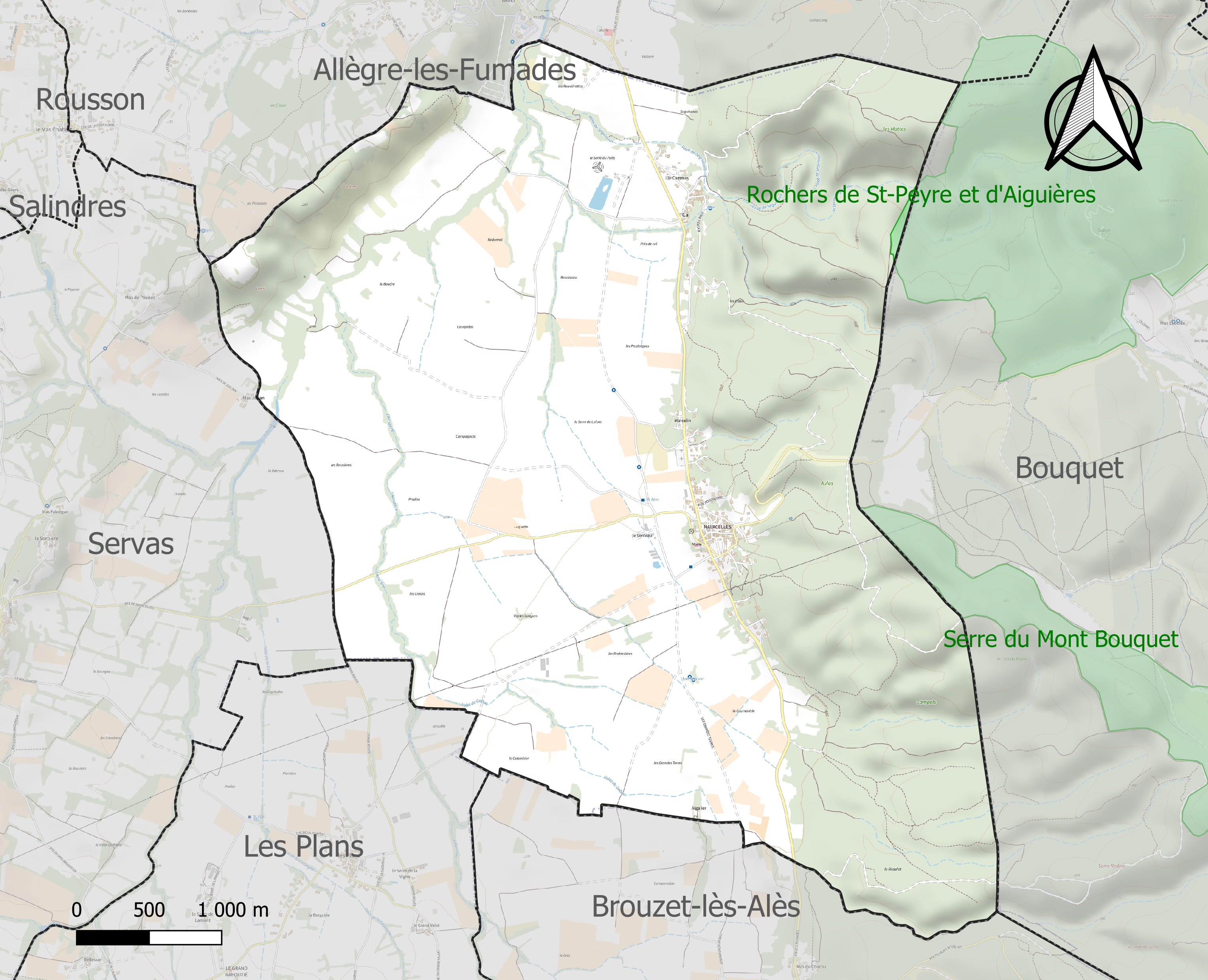
Carte de la ZNIEFF de type 1 sur la commune.
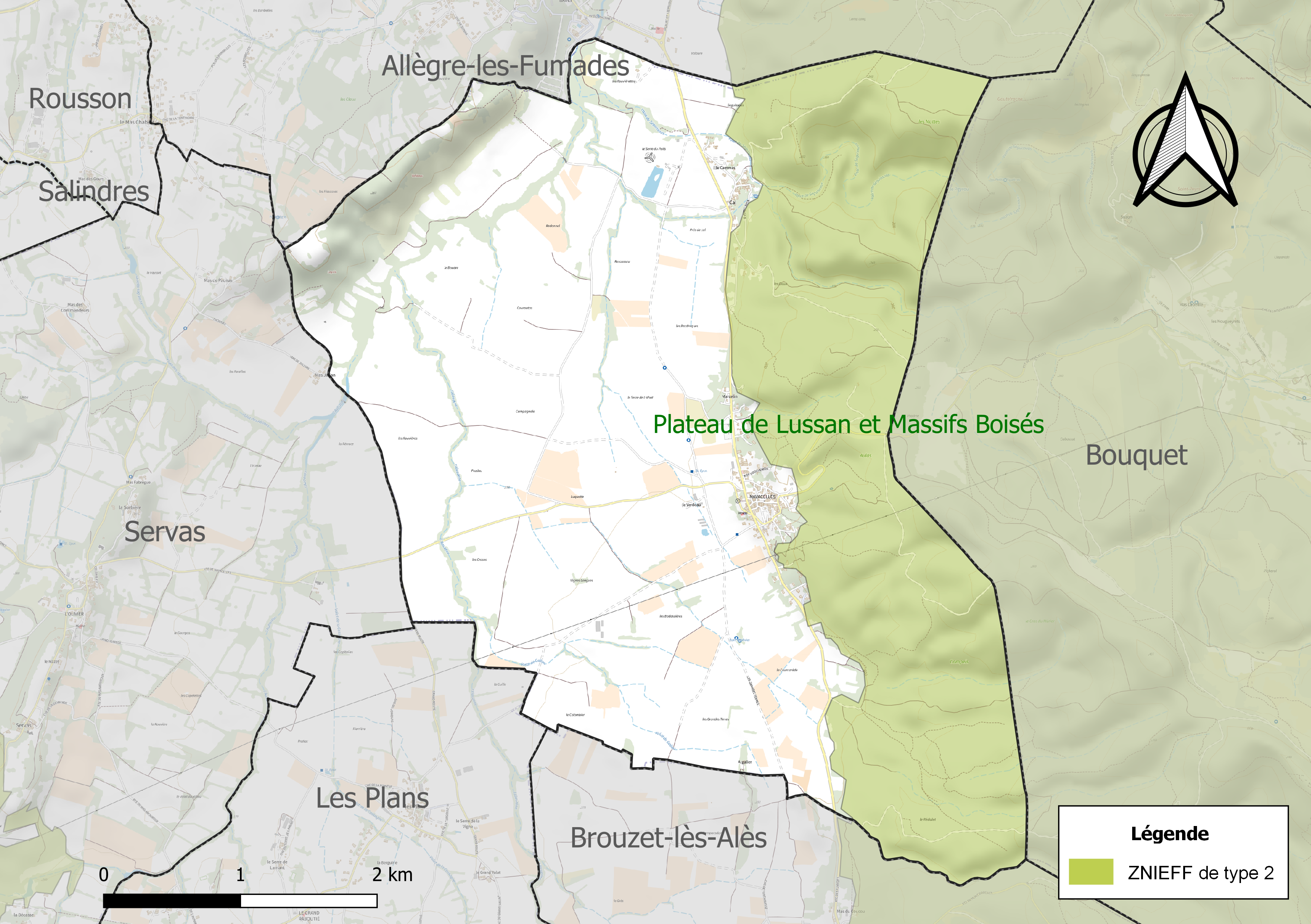
Carte de la ZNIEFF de type 2 sur la commune.

## Urbanisme

### Typologie
Au 1er janvier 2024, Navacelles est catégorisée commune rurale à habitat dispersé, selon la nouvelle grille communale de densité à sept niveaux définie par l'Insee en 2022.
Elle est située hors unité urbaine. Par ailleurs la commune fait partie de l'aire d'attraction d'Alès, dont elle est une commune de la couronne,. Cette aire, qui regroupe 64 communes, est catégorisée dans les aires de 50 000 à moins de 200 000 habitants,.

### Occupation des sols
L'occupation des sols de la commune, telle qu'elle ressort de la base de données européenne d’occupation biophysique des sols Corine Land Cover (CLC), est marquée par l'importance des territoires agricoles (57,9 % en 2018), une proportion identique à celle de 1990 (57,9 %). La répartition détaillée en 2018 est la suivante : 
forêts (36 %), zones agricoles hétérogènes (33,8 %), cultures permanentes (21,6 %), milieux à végétation arbustive et/ou herbacée (3,8 %), terres arables (2,4 %), zones urbanisées (2,3 %). L'évolution de l’occupation des sols de la commune et de ses infrastructures peut être observée sur les différentes représentations cartographiques du territoire : la carte de Cassini (XVIIIe siècle), la carte d'état-major (1820-1866) et les cartes ou photos aériennes de l'IGN pour la période actuelle (1950 à aujourd'hui).

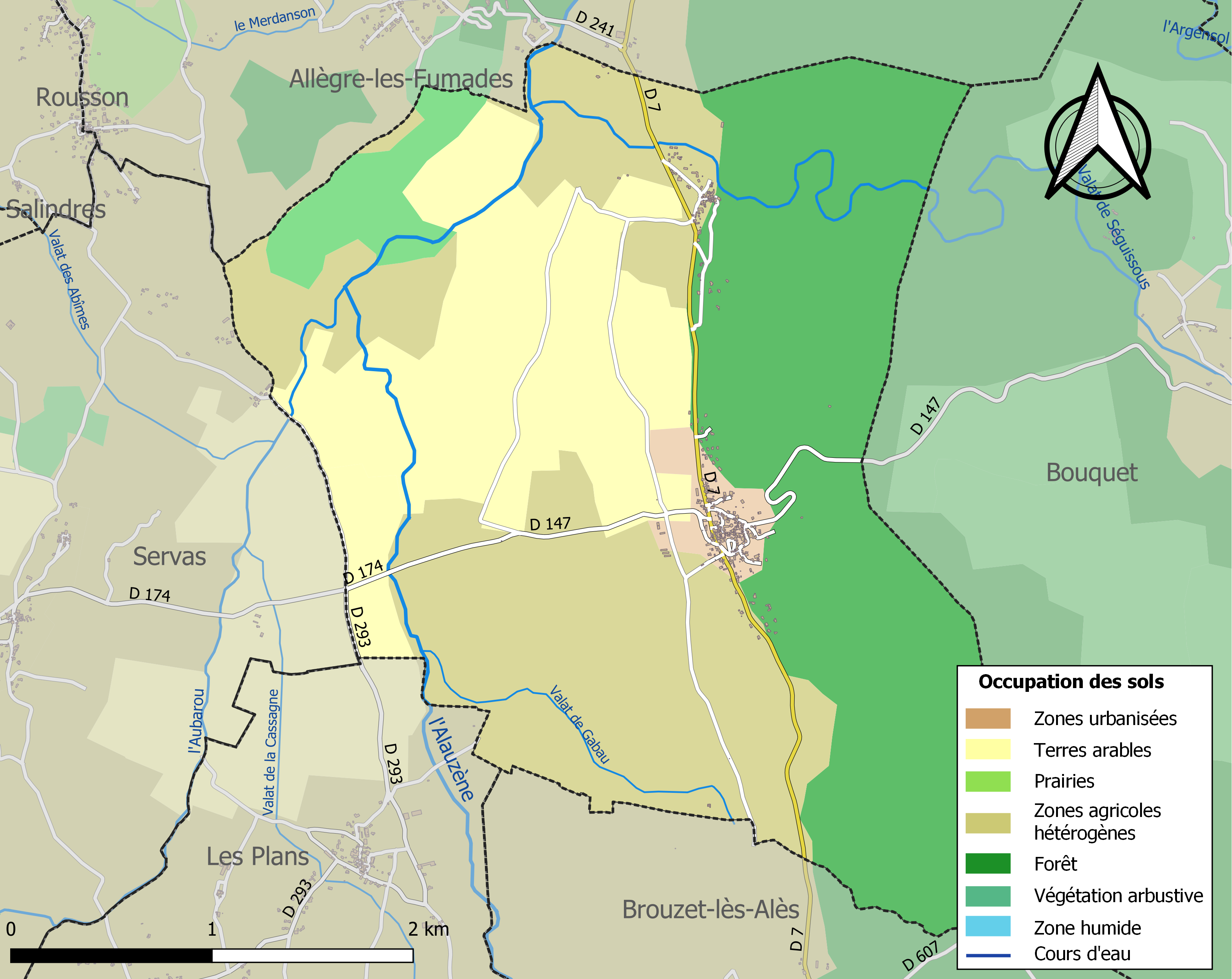
Carte des infrastructures et de l'occupation des sols de la commune en 2018 (CLC).

### Risques majeurs
Le territoire de la commune de Navacelles est vulnérable à différents aléas naturels : météorologiques (tempête, orage, neige, grand froid, canicule ou sécheresse), inondations, feux de forêts, mouvements de terrains et séisme (sismicité modérée). Il est également exposé à un risque particulier : le risque de radon. Un site publié par le BRGM permet d'évaluer simplement et rapidement les risques d'un bien localisé soit par son adresse soit par le numéro de sa parcelle.

#### Risques naturels
Certaines parties du territoire communal sont susceptibles d’être affectées par le risque d’inondation par débordement de cours d'eau et par une crue torrentielle ou à montée rapide de cours d'eau, notamment l'Alauzène. La commune a été reconnue en état de catastrophe naturelle au titre des dommages causés par les inondations et coulées de boue survenues en 1982, 1983, 1992, 1993, 1997, 1998 et 2002,.

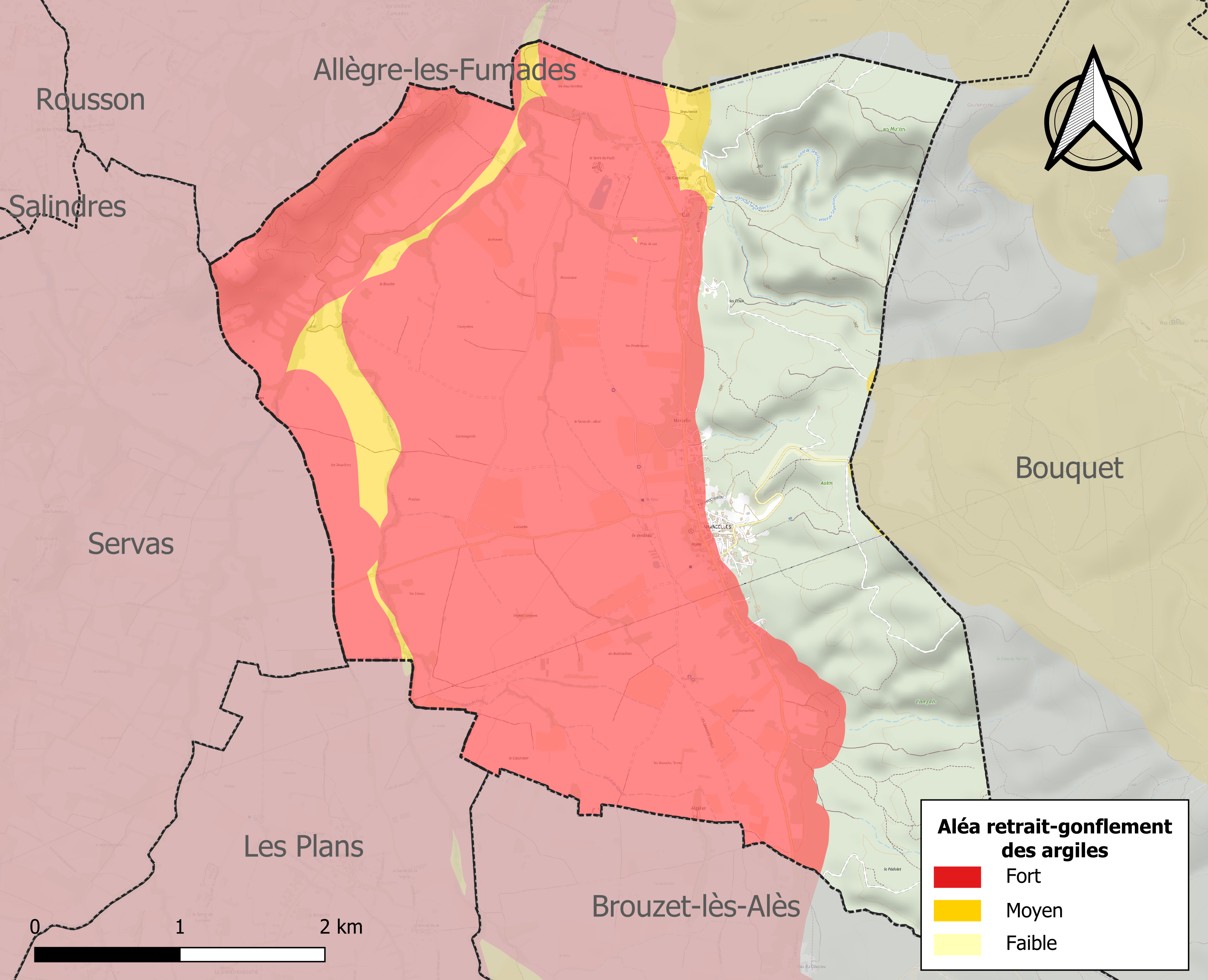
Carte des zones d'aléa retrait-gonflement des sols argileux de Navacelles.

La commune est vulnérable au risque de mouvements de terrains constitué principalement du retrait-gonflement des sols argileux. Cet aléa est susceptible d'engendrer des dommages importants aux bâtiments en cas d’alternance de périodes de sécheresse et de pluie. 66,1 % de la superficie communale est en aléa moyen ou fort (67,5 % au niveau départemental et 48,5 % au niveau national). Sur les 175 bâtiments dénombrés sur la commune en 2019, 115 sont en aléa moyen ou fort, soit 66 %, à comparer aux 90 % au niveau départemental et 54 % au niveau national. Une cartographie de l'exposition du territoire national au retrait gonflement des sols argileux est disponible sur le site du BRGM,.
Par ailleurs, afin de mieux appréhender le risque d’affaissement de terrain, l'inventaire national des cavités souterraines permet de localiser celles situées sur la commune.
Concernant les mouvements de terrains, la commune a été reconnue en état de catastrophe naturelle au titre des dommages causés par la sécheresse en 2017 et par des mouvements de terrain en 1983.

#### Risque particulier
Dans plusieurs parties du territoire national, le radon, accumulé dans certains logements ou autres locaux, peut constituer une source significative d’exposition de la population aux rayonnements ionisants. Certaines communes du département sont concernées par le risque radon à un niveau plus ou moins élevé. Selon la classification de 2018, la commune de Navacelles est classée en zone 2, à savoir zone à potentiel radon faible mais sur lesquelles des facteurs géologiques particuliers peuvent faciliter le transfert du radon vers les bâtiments.

## Toponymie

### Attestation du nom
| Année                                                       | Nom                                   | Document                                                                                                   |
| ----------------------------------------------------------- | ------------------------------------- | --- |
| 1384                                                        | Nova-Cella                            | Dénombrement de la sénéchaussée                                                                            |
| 1462                                                        | Locus de Nova-Cella                   | Registre-copie de lettres royaux de la sénéchaussée de Beaucaire et de Nîmes, pour les années 1461 et 1462 |
| 1549                                                        | Novacelle                             | Archives départementales, C 1320                                                                           |
| 1538                                                        | Novecelle                             | Ursy, notaires de Nîmes, XVIe et XVIIe siècles                                                             |
| 1602                                                        | Le prieuré Sainct-Pierre de Navacelle | Jean Gentoux, notaire d'Uzès, XVIe et XVIIe siècles                                                        |
| Source : Dictionnaire topographique du département du Gard. |                                       | |

### Étymologie
Provençal Navacello, languedocien Nabacello, du latin nova cella.

## Histoire

### Préhistoire
Des peuplades préhistoriques avaient déjà choisi le site de Navacelles pour s'installer dans des grottes comme celles du Redalet et du Tay d'où elles pouvaient observer les migrations animales.

### Antiquité
Les Gaulois érigent un village attesté de nos jours par de nombreux vestiges et ruines de cabanes.

### Époque moderne
Au XVIIe siècle, Navacelles était le chef-lieu d'un des neuf doyennés du diocèse d'Uzès. Jusqu'en 1790, elle fut le siège du prieuré de Saint-Pierre de Navacelles dépendant de l'évêque d'Uzès. En 1808, elle devint paroisse du doyenné de Saint-Ambroix.
Pendant les guerres de religion, Navacelles fut le théâtre de luttes intestines entre les clans. La seigneurie de Navacelles, qui avait appartenue à la Maison de Montmorency jusqu’à la fin du XVIe siècle, échut à Marie de Montmorency, fille naturelle d’Henri de Montmorency, connétable de France, laquelle avait épousé en 1575 Jean de Fay, baron de Péraut, sénéchal de Beaucaire et lieutenant général du roi en Pays de Bresse. Leur petite fille, Madeleine de Fay Péraut, épousa Abel de Calvière, qui transmit Navacelles à son neveu, Abel-Antoine de Calvière, baron de Boucoiran et de Vézénobres. En 1702, sa fille, Marie-Anne de Calvière de Boucoiran, l’apporta en dot à Joseph de Roux, colonel de dragons et brigadier des armées du roi (1654-1712). Son fils, Jean-Louis marquis de Roux (1705-1780), officier aux gardes françaises et viguier d’Avignon, vendit ses droits seigneuriaux sur Navacelles dans les années 1760 à une famille bourgeoise de Nîmes, les Roustan, qui en furent les derniers seigneurs jusqu'à la Révolution.

## Politique et administration

### Rattachements électoraux
Pour l'élection des députés, elle fait partie de la quatrième circonscription du Gard.

### Liste des maires
| Période                                  | Période  | Identité        | Étiquette             | Qualité                       |
| ---------------------------------------- | -------- | --------------- | --------------------- | ----------------------------- |
| avant 1973                               |          | André Argillier | Mouvement réformateur | Agent technique métallurgiste |
| 2001                                     | En cours | Bruno Clemençon | PS                    | Chef d'entreprise             |
| Les données manquantes sont à compléter. |          |                 |                       |                               |

## Population et société

### Démographie
L'évolution du nombre d'habitants est connue à travers les recensements de la population effectués dans la commune depuis 1793. Pour les communes de moins de 10 000 habitants, une enquête de recensement portant sur toute la population est réalisée tous les cinq ans, les populations de référence des années intermédiaires étant quant à elles estimées par interpolation ou extrapolation. Pour la commune, le premier recensement exhaustif entrant dans le cadre du nouveau dispositif a été réalisé en 2004.

En 2022, la commune comptait 307 habitants, en évolution de −8,36 % par rapport à 2016 (Gard : +2,97 %, France hors Mayotte : +2,11 %).
| 1793 | 1800 | 1806 | 1821 | 1831 | 1836 | 1841 | 1846 | 1851 |
| ---- | ---- | ---- | ---- | ---- | ---- | ---- | ---- | ---- |
| 528  | 379  | 417  | 468  | 502  | 500  | 532  | 530  | 518  |

| 1856 | 1861 | 1866 | 1872 | 1876 | 1881 | 1886 | 1891 | 1896 |
| ---- | ---- | ---- | ---- | ---- | ---- | ---- | ---- | ---- |
| 521  | 506  | 466  | 480  | 484  | 484  | 484  | 507  | 425  |

| 1901 | 1906 | 1911 | 1921 | 1926 | 1931 | 1936 | 1946 | 1954 |
| ---- | ---- | ---- | ---- | ---- | ---- | ---- | ---- | ---- |
| 512  | 507  | 501  | 405  | 352  | 333  | 314  | 261  | 259  |

| 1962 | 1968 | 1975 | 1982 | 1990 | 1999 | 2004 | 2006 | 2009 |
| ---- | ---- | ---- | ---- | ---- | ---- | ---- | ---- | ---- |
| 253  | 230  | 220  | 204  | 190  | 243  | 248  | 247  | 304  |

| 2014 | 2019 | 2022 | - | - | - | - | - | - |
| ---- | ---- | ---- | - | - | - | - | - | - |
| 323  | 305  | 307  | - | - | - | - | - | - |

## Économie

### Revenus
En 2018  (données Insee publiées en septembre 2021), la commune compte 142 ménages fiscaux, regroupant 302 personnes. La médiane du revenu disponible par unité de consommation est de 19 820 € (20 020 € dans le département).

### Emploi
|                | 2008   | 2013  | 2018 |
| -------------- | ------ | ----- | ---- |
| Commune        | 7,8 %  | 8,6 % | 11 % |
| Département    | 10,6 % | 12 %  | 12 % |
| France entière | 8,3 %  | 10 %  | 10 % |

En 2018, la population âgée de 15 à 64 ans s'élève à 197 personnes, parmi lesquelles on compte 78,5 % d'actifs (67,5 % ayant un emploi et 11 % de chômeurs) et 21,5 % d'inactifs,. En  2018, le taux de chômage communal (au sens du recensement) des 15-64 ans est inférieur à celui du département, mais supérieur à celui de la France, alors qu'en 2008 il était inférieur à celui de la France.
La commune fait partie de la couronne de l'aire d'attraction d'Alès, du fait qu'au moins 15 % des actifs travaillent dans le pôle,. Elle compte 40 emplois en 2018, contre 55 en 2013 et 44 en 2008. Le nombre d'actifs ayant un emploi résidant dans la commune est de 134, soit un indicateur de concentration d'emploi de 29,6 % et un taux d'activité parmi les 15 ans ou plus de 58,3 %.
Sur ces 134 actifs de 15 ans ou plus ayant un emploi, 22 travaillent dans la commune, soit 16 % des habitants. Pour se rendre au travail, 91,5 % des habitants utilisent un véhicule personnel ou de fonction à quatre roues, 0,8 % les transports en commun, 4,6 % s'y rendent en deux-roues, à vélo ou à pied et 3,1 % n'ont pas besoin de transport (travail au domicile).

### Activités hors agriculture

#### Secteurs d'activités
26 établissements sont implantés  à Navacelles au 31 décembre 2019. Le tableau ci-dessous en détaille le nombre par secteur d'activité et compare les ratios avec ceux du département,.
Le secteur des activités spécialisées, scientifiques et techniques et des activités de services administratifs et de soutien est prépondérant sur la commune puisqu'il représente 26,9 % du nombre total d'établissements de la commune (7 sur les 26 entreprises implantées  à Navacelles), contre 14,9 % au niveau départemental.

### Agriculture
|               | 1988 | 2000 | 2010 | 2020 |
| ------------- | ---- | ---- | ---- | ---- |
| Exploitations | 15   | 11   | 4    | 5    |
| SAU (ha)      | 483  | 440  | 358  | 478  |

La commune est dans les Garrigues, une petite région agricole occupant le centre du département du Gard. En 2020, l'orientation technico-économique de l'agriculture  sur la commune est la polyculture et/ou le polyélevage. Cinq exploitations agricoles ayant leur siège dans la commune sont dénombrées lors du recensement agricole de 2020 (15 en 1988). La superficie agricole utilisée est de 478 ha,,.

### Secteurs d'activités
Tandis que la plaine est propice à la polyculture constituée de vignes, céréales et cucurbitacées, et ses célèbres melons. En bas des combes, bien à l'abri, quelques oliveraies. Des muriers, vestiges de la sériciculture, résistent en limite de propriété.

## Culture locale et patrimoine

### Édifices civils
- Ruelles.
- Vestiges romains de Concousses et Serres de la Font ainsi que le village gaulois de Redalet.
- Château date des XVIe et XVIIe siècles  Inscrit MH (1978)[32].

### Édifices religieux
- Château, église Saint-Nazaire et presbytère de Navacelles. Les Façades et toitures du château et du presbytère ; église ; courtine Sud-Ouest ; tour de l'Horloge ; mur de clôture sur la rue avec les deux portails d'entrée ont été inscrits au titre des monuments historiques en 1978[32].

- Église Saint-Nazaire : Elle date du XIe siècle. Elle fut endommagée au XVIIIe siècle.
- Église Saint-Pierre de Navacelles[33].
- Temple protestant de Navacelles.
- Presbytère.

### Patrimoine environnemental
Ce village semble perdu dans une forêt de chênes où règne un calme bercé par le chant des cigales. Située entre plaine et garrigue, la végétation méditerranéenne typique formée de chênes blancs, pins d'Alep, cèdes et genévriers, buis, pudis, laurier thym, arbousier, fenouil, millepertuis, molène, thym, lavandes sauvages composent la partie garrigue.

## Héraldique
| Blason de Navacelles | Blason  | De sinople, à un chef losangé d'or et de sable.  |
| Blason de Navacelles | Détails | Le statut officiel du blason reste à déterminer. |